# Lophostoma
Lophostoma és un gènere de ratpenats nadiua de Centreamèrica i Sud-amèrica.

## Taxonomia
- L. aequatorialis
- Ratpenat d'orelles rodones del Brasil (Lophostoma brasiliense)
- Ratpenat d'orelles rodones de Carriker (Lophostoma carrikeri)
- Ratpenat d'orelles rodones de Davis (Lophostoma evotis)
- L. kalkoae
- Ratpenat d'orelles rodones de Schulz (Lophostoma schulzi)
- Ratpenat d'orelles rodones de D'Orbigny (Lophostoma silvicolum)